# Circuito de Caesars Palace
El circuito de Caesars Palace fue un circuito urbano de carreras ubicado en Las Vegas, Estados Unidos. Acogió al Gran Premio de Las Vegas de la Fórmula 1 en 1981 y 1982, y a la CART en 1983 y 1984.

## Historia

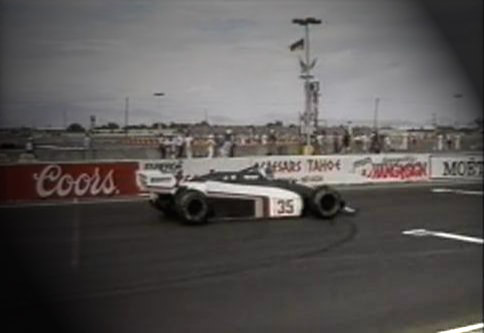
Derek Warwick con su Toleman TG182 Hart en Las Vegas en 1982.

Al inicio habría carreras de la Canadian-American Challenge Cup en el Stardust International Raceway a mediados y finales de la década de 1960, pero los desarrolladores compraron ese circuito y luego lo demolieron en 1970. Originalmente, se suponía que la primera carrera tendría lugar como la última carrera de la temporada de 1980 en 2 de noviembre, 4 semanas después del Gran Premio de Estados Unidos en Watkins Glen. Al salir Watkins Glen del calendario de la Fórmula 1, en 1980, se seleccionó Las Vegas como escenario para un Gran Premio. Esta nueva carrera cerraba el calendario, mientras que Long Beach quedó como primera carrera. Sin embargo, no fue muy popular entre los pilotos debido al intenso calor del desierto. La carrera se disputaba en el área de estacionamiento del hotel Caesars Palace, ubicada en el solar que hoy ocupa el hotel Mirage. Para un circuito no permanente, las instalaciones eran bastante elaboradas. Era lo suficientemente ancho para permitir adelantamientos, áreas de seguridad en arena y una superficie tan uniforme como el vidrio. Se corría en sentido contrario a las agujas del reloj.
Cuando Nelson Piquet logró su primer campeonato de pilotos al terminar quinto en la competencia de 1981, le tomó casi quince minutos para recuperase del cansancio causado por el calor, habiendo logrando apenas llegar a la meta. La carrera de 1982, que se llevó a cabo con un calor intenso, la ganó Michele Alboreto en un Tyrrell, pero ese fue el final de las carreras de Fórmula 1 en Las Vegas, ya que para la Fórmula 1 la exigencia física no era recompensada con la asistencia del público que no había sido cautivado por la presencia de la categoría. Las gradas no se llenaban y la carrera fue sacada del calendario para el año siguiente.
Tras la retirada de la Fórmula 1, CART asumió el evento en 1983 y 1984. El circuito se modificó con las curvas 1, 6 y 10 conectadas en una recta continua, produciendo un óvalo distorsionado plano de 1,811 km. Las dos carreras se disputaron en 178 vueltas, una distancia de 322,27 km. Para la carrera de 1984, se amplió la salida de la última curva, lo que aumentó la velocidad de vuelta en alrededor de 7 mph con respecto al año anterior. Después de la carrera de 1984, el circuito desapareció del calendario debido al desinterés de los organizadores.

## Ganadores

### CART/Champ Car
| Año  | Piloto         | Auto           | Equipo      |
| ---- | -------------- | -------------- | ----------- |
| 1983 | Mario Andretti | Lola-Cosworth  | Newman/Haas |
| 1984 | Tom Sneva      | March-Cosworth | Mayer       |